# Sojoez TM-11
Sojoez TM-11 (Russisch: Союз ТМ-11) was de elfde Sovjet expeditie naar het ruimtestation Mir en maakte deel uit van het Sojoez-programma.

## Bemanning
Gelanceerd:
- Viktor Afanasjev (1)  Rusland
- Moesa Manarov (2)  Rusland
- Toyohiro Akiyama (1), Reporter -  Japan

Geland:
- Viktor Afanasjev (1)  Rusland
- Moesa Manarov (2)  Rusland
- Helen Sharman (1) -  Verenigd Koninkrijk

Tussen haakjes staat het aantal ruimte vluchten dat die astronaut gevlogen heeft na Sojoez TM-11.

## Trivia
Deze missie werd op dezelfde dag gelanceerd als STS-35.
TM-1 ·
TM-2 ·
TM-3 ·
TM-4 ·
TM-5 ·
TM-6 ·
TM-7 ·
TM-8 ·
TM-9 ·
TM-10 ·
TM-11 ·
TM-12 ·
TM-13 ·
TM-14 ·
TM-15 ·
TM-16 ·
TM-17 ·
TM-18 ·
TM-19 ·
TM-20 ·
TM-21 ·
TM-22 ·
TM-23 ·
TM-24 ·
TM-25 ·
TM-26 ·
TM-27 ·
TM-28 ·
TM-29 ·
TM-30 ·
TM-31 ·
TM-32 ·
TM-33 ·
TM-34